# Necrópole do Monte Branco
A Necrópole do Monte Branco, oficialmente designada como Monte Branco 2, é um monumento funerário situado perto da aldeia de Santa Clara-a-Nova, no concelho de Almodôvar, em Portugal.

## História e descrição
Consiste nas ruínas de um monumento funerário de planta oval, com uma sepultura no centro, rodeada por outros túmulos. No lado nascente tinha uma estela que provavelmente assinalava o túmulo, e da qual apenas se conservou a sua base. Situa-se a cerca de 400 m do povoado das Mesas do Castelinho, junto ao caminho de acesso àquele sítio arqueológico, numa área significativa por ser a fronteira entre a região serrana e a planície.
O espólio encontrado no local inclui pequenas contas de vidro, que faziam parte de colares, e que provavelmente terão sido ofertas votivas aos mortos.
A necrópole data do período de transição entre as idades do Bronze e Ferro, tendo cerca de três mil anos de idade. Foi alvo de trabalhos arqueológicos em 2017 e 2019.

## Ligações Externas
- Monte Branco 2 na base de dados Portal do Arqueólogo da Direção-Geral do Património Cultural
- «Página sobre a Necrópole do Monte Branco, no sítio electrónico The Megalithic Portal» (em inglês)